# Cyclopropen
Cyclopropen ist eine cyclische organische Verbindung mit der Summenformel C3H4. Es ist das einfachste Cycloalken und besteht aus einem dreigliedrigen (dreieckigen) Ring, der eine Doppelbindung enthält. Cyclopropen ist eine der am stärksten gespannten Ringverbindungen, die bisher isoliert werden konnten. Es ist noch stärker gespannt als Cyclopropan, weil zwei Bindungswinkel von 120° auf 60° – also um 60° – verkleinert werden müssen (Cyclopropan: 109,5° – 60° = 49,5°). In der Natur kommen höhere Fettsäuren vor, die einen Cyclopropenring enthalten, z. B. die Sterculinsäure im Kernöl von Sterculia foetida oder die Malvalsäure.

## Synthese
Cyclopropylamin wird mit Methyliodid erschöpfend methyliert. Das so erhaltene Iodid-Salz wird mit feuchtem Silberhydroxid umgesetzt. Die anschließende trockene Destillation des Cyclopropyltrimethylammoniumhydroxids liefert durch Hofmann-Eliminierung Cyclopropen:

## Reaktivität
Wegen seiner hohen Ringspannung ist Cyclopropen sehr unbeständig und neigt stark zur Polymerisation. Brom wird unter Bildung von 1,2-Dibromcyclopropan addiert, wobei die Reaktion wegen der Ringspannung äußerst heftig verläuft.